# Caen
Caen (kiejtése IPA: [kɑ̃], kb. „kan”) franciaországi város, egyben alsó szintű közigazgatási egység, azaz község. Normandia régió Calvados megyéjének székhelye (prefektúra). Fontos ipari és kereskedelmi centrum. Tizenkét kilométerre fekszik a La Manche-csatorna partjától, de a közepes méretű tengeri hajók a kiépített hajócsatornán át eljutnak a kikötőjébe. Franciaország kulturális és történelmi városa címet viseli.

## Története
A város Hódító Vilmos normandiai hercegnek köszönheti fejlődését, aki nehezen megszerzett hercegsége fővárosává tette az akkor még épphogy létező települést. Vilmos házasságon kívül született, ugyanakkor keményen meg kellett vívnia apja, I. Róbert hercegi címének megörökléséért. Ráadásul Flandriai Matilda hercegnővel kötött házasságához a pápa nem járult hozzá, sőt kiátkozta a hercegi párt. Vilmos hatalmas várat épített az Orne folyó fölé magasodó dombra, s amikor a bencés szerzetesek közvetítésével a pápa visszavonta az átkot, engesztelésül két nagy apátságot hozott létre a városban, egyet a férfiaknak, egyet a nőknek. Ettől kezdve lett Normandia egyik legjelentősebb városa.
A második világháborúban a normandiai partraszállás után Caen elfoglalása volt az egyik első cél. A két hónapig tartó csatában a város szinte teljesen elpusztult. Hatalmas áldozatokkal, nagy erőfeszítésekkel azonban helyreállították a világhírű műemlékeket, modern várost hoztak létre a régi helyén.

## Demográfia
| Év   | Lakosság |
| ---- | -------- |
| 1793 | 34 805   |
| 1800 | 30 923   |
| 1806 | 36 231   |
| 1821 | 36 644   |
| 1831 | 39 140   |
| 1841 | 43 079   |
| 1846 | 44 087   |
| 1851 | 45 280   |
| 1856 | 41 394   |

| Év   | Lakosság |
| ---- | -------- |
| 1861 | 43 740   |
| 1866 | 41 564   |
| 1872 | 41 210   |
| 1876 | 41 181   |
| 1881 | 41 508   |
| 1886 | 43 809   |
| 1891 | 45 201   |
| 1896 | 45 380   |

| Év   | Lakosság |
| ---- | -------- |
| 1901 | 44 794   |
| 1906 | 44 442   |
| 1911 | 46 934   |
| 1921 | 53 743   |
| 1926 | 54 128   |
| 1931 | 57 528   |
| 1936 | 61 334   |
| 1946 | 51 445   |

| Év   | Lakosság |
| ---- | -------- |
| 1954 | 67 851   |
| 1962 | 91 336   |
| 1968 | 110 262  |
| 1975 | 119 640  |
| 1982 | 112 846  |
| 1990 | 113 987  |
| 1999 | 108 900  |
| 2006 | 113 249  |
| 2010 | 108 954  |

## Látnivalók

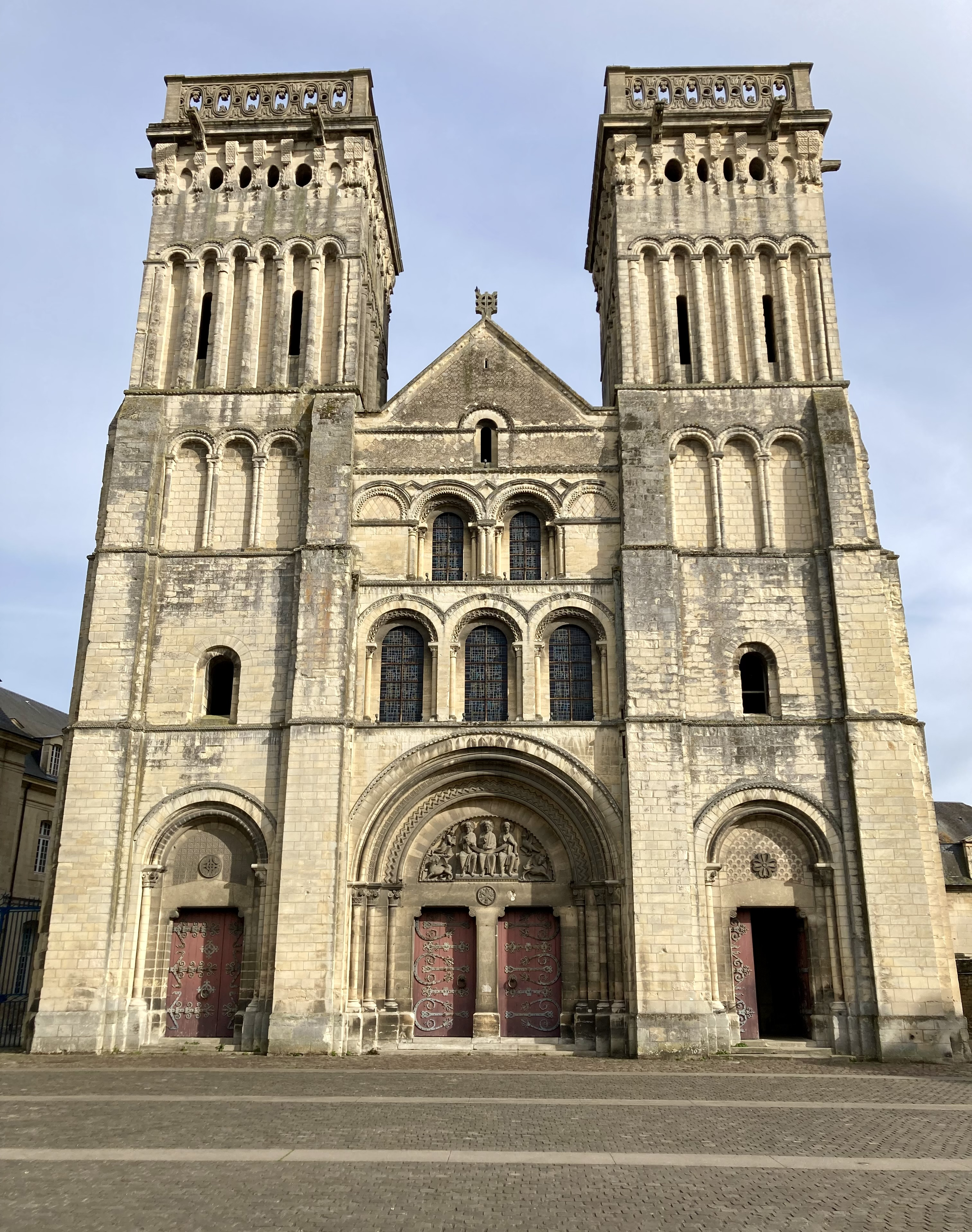
Szentháromság-templom, a női kolostor fő temploma

- A vár (Le Chateau) – a várat 1060-ban Hódító Vilmos építette. Az 1944-es harcokban súlyosan megsérült vár egyes részeit eredeti, nagy részét 15. századbeli formájában építették újjá. A két bejáratát barbakánok védelmezik. A város felőli főbejáratot kis kerek torony őrzi. A vár területén több épület is található, ilyen a Szent György-kápolna, mely a 12. században épült, a Musée des Beaux-Arts, amely a város szépművészeti múzeuma. A Musée de Normandie, ahol népművészeti és régészeti kiállítás kapott helyet, a Salle de l’Échiquier, amely a hercegi bíróság székhelye volt, a donjonnak csak az alapjai vannak meg a 11. századból, a tornyot a francia forradalom dühe semmisítette meg.
- Szent Péter-templom – alapjait a 13. században rakták le, de majdnem 300 éven keresztül bővítették. 78 méter magas harangtornya 1308-ban készült.
- Hotel d’Escoville – 16. századi kereskedőház.
- Abbaye aux Hommes – Hódító Vilmos által 1066-ban alapított apátság, az apátsági templom, az Szent István-templom, 1077-ben lett felszentelve. A hugenották majdnem földig rombolták, de az apátok újjáépítették.
- Abbaye aux Dames – a férfiak apátságával egyidős női kolostor, fő temploma a Szentháromság-templom
- Szent Miklós-templom
- Szent János-templom
- Le Mémoriál – a város határában lévő háborús emlékmű, hatalmas békemúzeum, nagyszabású történelmi kiállítás, amely elsősorban a két világháború, a kettő közötti időszak, s különösen a második, Caen városát elpusztító háború borzalmaira emlékeztet, magába foglalja a német parancsnoki bunkert is.

## Közlekedés
A városban kötöttpályás busz is közlekedik.

## Oktatás
- École de management de Normandie

## Híres emberek
- François de Malherbe (1555–1628), költő
- Pierre Varignon (1654–1722), matematikus és fizikus.
- Estienne Roger (1665–1722), nyomdász, könyvkereskedő és kottakiadó
- Daniel Auber ((1782–1871), zeneszerző,
- Jean-Pierre Jaussaud (1937–2021), autóversenyző
- Lucie Castets (1987–), közgazdász és politikus

## Testvérvárosok
- Bulgária - Pernik
- USA - Nashville
- USA - Alexandria (Virginia)
- Egyesült Királyság – Coventry
- Egyesült Királyság – Portsmouth
- Németország – Würzburg
- Szenegál - Thiès